# 陈松岳
陈松岳（1908年10月11日—1970年2月7日），原名陈嵩岳，湖南茶陵县虎溪乡（现思聪乡）岭下村人。中国人民解放军开国大校。

## 生平
上了几个月私塾。1926年1月参加革命，在谭思聪的带领下参加了“青年奋斗社”，并在乡农民协会担任了秘书。国民革命时期因积极参加家乡的农民运动，其父亲被地主还乡团用尺粗的大圆木在身上反复用力碾压折磨致死。
1930年3月加入中国共产党。1935年11月红二、六军团长征出发后，身患疟疾，拒绝了组织上出大洋寄养在老百姓家，表示“绝不拖累部队，你们走多少里，我就走多少里，如果死了，劳同志们在路边挖个坑，把我埋了便是，我就算是革命到底了。”
1938年七一七团夜袭山西岢岚县三井镇，白求恩大夫为其手术，左手中弹负伤落下了终身残疾（二等乙级伤残）。
1955年被授予大校军衔，荣获二级八一勋章、二级独立自由勋章、二级解放勋章。 